# Prom (czasopismo)
Prom – miesięcznik, a później kwartalnik literacki wydawany w Poznaniu w latach 30. XX w.
Czasopismo związane było z grupą literacką Prom. Z powodu trudności finansowych wychodziło nieregularnie. Ukazało się 14 numerów pisma. W 1932 w piśmie znalazły się wiersze Bolesława Leśmiana.